# Walter Krebaum
Walter Krebaum (* 27. April 1921 in Rußdorf; † 20. Februar 2010) war ein SED-Funktionär. Er war von 1950 bis 1952 Kandidat des ZK der SED und Abgeordneter der Volkskammer der DDR.

## Leben
Krebaum wurde 1921 als Kind einer Arbeiterfamilie im sächsischen Rußdorf geboren. Nach dem Besuch der Volksschule begann er eine Lehre in der örtlichen Textilindustrie. Er wurde zum Kriegsdienst eingezogen, den er 1945 als Oberfeldwebel in der Verwaltung der Fallschirm-Panzer-Division 1 Hermann Göring beendete. Krebaum konnte sich offensichtlich rechtzeitig vor Kriegsende von der Truppe entfernen, denn als Luftwaffenangehöriger wurden die Soldaten seiner Division wie Angehörige der Waffen-SS behandelt.
Krebaum wurde noch 1945 Mitglied der KPD, 1946 entsprechend in die SED überführt. Er begann 1946 eine Tätigkeit im SED-Landesvorstand Sachsen als Arbeitsgebietsleiter, später arbeitete er in der Abteilung Landwirtschaft der SED-Landesleitung. In dieser Zeit absolvierte Krebaum auch einen Lehrgang an der sächsischen Landesparteischule in Ottendorf. Krebaum wurde im Januar 1949 als Referent in der Abteilung Landwirtschaft des Zentralsekretariats (später des Zentralkomitees) der SED in Berlin angestellt und im Mai 1949 zum Hauptreferenten befördert. Er arbeitete zunächst als stellvertretender Leiter der Abteilung Landwirtschaft und leitete ab April 1951 in Nachfolge von Ernst Hansch diese Abteilung. Krebaums Position als junger Landwirtschaftsexperte wurde von der SED zusätzlich gestärkt. Auf dem III. Parteitag der SED im Juli 1950 wurde er als Kandidat des ZK der SED gewählt. Im Oktober 1950 nominierte ihn seine Partei als Kandidat für die Volkskammer, in der er nach der Wahl bis 1952 als Abgeordneter saß.
Nach einer Untersuchung durch die Zentrale Parteikontrollkommission, bei der das Verschweigen seiner Funktion in der Wehrmacht bekannt wurde, behandelte das Politbüro am 8. Juli 1952 – einen Tag vor Eröffnung der II. Parteikonferenz der SED – die Parteistrafe von Walter Krebaum und beschloss seinen Ausschluss aus der SED. Damit erlosch gleichzeitig seine Funktion als Kandidat des ZK. Dies erwähnte auch Walter Ulbricht in seinem Referat auf der II. Parteikonferenz, wo er davon sprach, das der frühere faschistische Oberfeldwebel Krebaum wegen Fragebogenfälschung und unmoralischen Lebenswandel aus der Partei ausgeschlossen wurde.
In späteren Jahren war Walter Krebaum noch als Ortsbürgermeister von Kuhschnappel tätig.